# 菲利普·霍洛斯科
菲利普·霍洛斯科（1984年1月17日—）是一位斯洛伐克足球運動員。在場上的位置是前鋒。他也代表斯洛伐克國家足球隊參賽。